# بنجامین شیرز
بنجامین هنری شیرز (۱۲ اوت ۱۹۰۷ – ۱۲ مه ۱۹۸۱) پزشک و دانشگاهی سنگاپوری بود که از سال ۱۹۷۱ تا زمان مرگش دومین رئیس‌جمهور سنگاپور بود. شیرز در سکونتگاه‌های سنگاپور در شهرکهای تنگه به دنیا آمد و از کالج پزشکی ادوارد هفتم پادشاهی فارغ‌التحصیل شد. او در رشته مامایی و زنان (جراحی زنان و زایمان) تحصیل کرد و به عنوان متخصص زنان و زایمان (پزشکی زایمان) در بیمارستان کاندانگ کرباو (KKH) کار کرد و سپس به عنوان استاد زنان و زایمان در دانشگاه مالایا در سنگاپور شد.
شیرز در سال ۱۹۶۰ بازنشسته شد و پس از مرگ یوسف بن اسحاق، رئیس‌جمهور سابق، در ۲۳ نوامبر ۱۹۷۰، به عنوان رئیس‌جمهور سنگاپور انتخاب شود. او در ۲ ژانویه ۱۹۷۱ سوگند یاد کرد. در پایان دوره دوم ریاست جمهوری خود چون احساس می‌کرد برای یک دوره دیگر انرژی ندارد، اما نخست‌وزیر وقت لی کوان یو او را متقاعد کرد که بماند و شیرز سومین دوره ریاست جمهوری خود را بر عهده گرفت. او از ۲ ژانویه ۱۹۷۱ تا زمان مرگش در ۱۲ مه ۱۹۸۱ به مدت سه دوره به عنوان رئیس‌جمهور سنگاپور خدمت کرد. دوان نیر در ۲۳ اکتبر ۱۹۸۱ جانشین وی شد.